# Бурновский сельсовет
Бурновский сельсовет — муниципальное образование в Бирском районе Башкортостана.

## История
Согласно «Закону о границах, статусе и административных центрах муниципальных образований в Республике Башкортостан» имеет статус сельского поселения.
Закон Республики Башкортостан от 17 декабря 2004 г. N 125-З «Об изменениях в административно-территориальном устройстве Республики Башкортостан, изменениях границ и преобразованиях муниципальных образований в Республике Башкортостан», статья 1. «Изменения в административно-территориальном устройстве Республики Башкортостан», п.133:
133. Объединить Бурновский и Пономарёвский сельсоветы Бирского района с сохранением наименования Бурновский сельсовет с административным центром в селе Старобурново, исключив Пономаревский сельсовет из учетных данных.

## Население
| 2002  | 2009  | 2010  | 2012  | 2013  | 2014  | 2015  |
| ----- | ----- | ----- | ----- | ----- | ----- | ----- |
| 1326  | ↗1879 | ↘1763 | ↘1741 | ↘1712 | ↘1697 | ↗1708 |
| 2016  | 2017  |       |       |       |       |       |
| ↗1755 | ↗1770 |       |       |       |       |       |

## Состав сельского поселения
| № | Населённый пункт | Тип населённого пункта       | Население |
| - | ---------------- | ---------------------------- | --------- |
| 1 | Старобурново     | село, административный центр | ↘862      |
| 2 | Николаевка       | село                         | ↘505      |
| 3 | Зелёный          | деревня                      | ↘278      |
| 4 | Новобурново      | деревня                      | ↘101      |
| 5 | Янгитау          | хутор                        | →12       |
| 6 | Чистые Пруды     | хутор                        | ↗5        |